# Le Parlement du rire
Le Parlement du rire est une émission humoristique diffusée depuis janvier 2016 chaque dimanche soir sur Canal+ Afrique.

## Composition
Elle a été initiée par Mamane, humoriste nigérien qui tient le rôle du président du parlement, accompagné de trois vice-présidents : Digbeu Cravate, Charlotte Ntamack et Michel Gohou. Les parlementaires sont différents humoristes francophones du continent africain venant faire un sketch au gré des émissions.
Mamane a voulu « créer une bande d’humoristes pour rire de la politique, contexte africain incontournable ».
Le Parlement du rire s'est produit pour la première fois sur scène fin 2016 dans le cadre du festival « Abidjan capitale du rire ».

## Diffusion
La diffusion de ce spectacle est différée, les dates des enregistrements sont communiquées au public. L'entrée est gratuite. Les humoristes sont libres dans le choix du thème de leur prestation. Il faut noter que l'émission présente les humoristes les plus talentueux de l'Afrique francophone, c'est aussi l'occasion pour les nouveaux de profiter d'une promotion à l'échelle internationale. Ce spectacle est diffusé sur les bouquets Canal+.